# Helen Horton
Helen Horton (Chicago, 21 novembre 1923 – Inghilterra, 1º gennaio 2009) è stata un'attrice statunitense.
Ha interpretato diversi ruoli, soprattutto televisivi. È nota per aver dato la voce a Mother nel noto film Alien.
Si sposò con Hamish Thomson con cui rimase fino alla morte; hanno avuto un figlio, Jamie, padre dell'attrice Lily James.
È morta nel 2009, a 85 anni.

## Filmografia parziale

### Cinema
- La lunga ombra gialla (The Chairman), regia di J. Lee Thompson (1969)

### Televisione
- Missione segreta (Espionage) – serie TV, episodio 1x24 (1964)